# Ermita de Santa Anna d'Ontinyent
L'ermita de Santa Anna d'Ontinyent és un temple situat al nord de la localitat valenciana d'Ontinyent, en un turó de pinedes i xiprers on puja el camí del Calvari amb les seues casetes o passos.
Pertany a la jurisdicció de la parròquia de Sant Carles, l'Ermita de Santa Anna es coneix també com Ermita del Crist de l'Agonia, ja que aquí es venera també des 1537 la imatge del copatró d'Ontinyent. Juntament amb el Via Crucis que l'envolta, el qual va ser destruït durant la Guerra Civil i reconstruït l'any 1943, constitueix un dels paratges més pintorescos i típics d'Ontinyent.

## Arquitectura
Segles més tard, entre els anys 1842 i 1845, sota la direcció pericial del mestre d'obres Luis Perlacia, i amb la col·laboració del veïnat, es va aixecar l'obra del convent annex a l'ermita, utilitzat com llatzeret durant les epidèmies colèriques que varen afectar Ontinyent durant el passat segle.
De nou, l'any 1849, quan el santuari va passar a dependre de la jurisdicció de la nova parròquia de Sant Carles, es van escometre noves obres d'ampliació i l'església va passar a adoptar la forma de creu llatina, té vestíbul de maons vermells, on s'obre a la dreta l'anomenada Capella de la Comunió, quadrada i que va haver de ser la primitiva ermita, encara que s'hi llegisca la data de 1793. El seu sostre és de volta bufada amb arcs formers, i en una mènsula sobre el daurat altar es troba la imatge de Santa Anna amb la Verge Nena filant.
La nau principal ens porta al creuer, amb imatges de la Immaculada i Sant Josep sobre sengles mènsules. La testera té un mosaic de tessel·les emmarcat per un fons encoixinat. Davant d'ell i després de l'altar es troba la talla de Santíssim Crist de l'Agonia, obra d'Innocenci Costa López i còpia de l'original destruït durant la Guerra Civil Espanyola, que alguns atribuïen a Berruguete. També correspon a la reforma de l'any 1849, la construcció de la torre amb cos per a campanes i teulada piramidal, amb adorn de gerros a les cantonades. Amb aquesta silueta ha estat l'ermita gairebé fins als nostres dies, si bé, durant els anys quaranta i seixanta del segle xx, el primitiu hospici o convent va ser notablement ampliat amb nous cossos d'obra, transformant-se en casa de serveis espirituals. També, en aquestes dates, l'antiga fornícula on es venerava la imatge del crucificat, va ser substituïda per un altar de talla moderna, amb un retaule de mosaics representant figures de la Passió, poc d'acord amb l'estil del temple.
L'ermita, doncs, queda englobada en un grup d'edificacions, antigues i modernes, que l'envolten. La seua banqueada i senzilla façana remata en un frontó triangular rematat amb creu, sota la qual s'obre una fornícula que albergava una imatge de la Verge. A l'enreixada porta s'accedeix per àmplia escalinata, amb els dos últims casalicis del Calvari a banda i banda. Un balconet semicircular amb barana de ferro servia de púlpit per a les predicacions en les solemnitats.